# 中山青年藝術獎
中山青年藝術獎的前身「全國青年書畫比賽」，為1973年至2011年間由國立國父紀念館辦理的藝術類競賽。
時任中華民國總統蔣中正認為，傳統文化為復興基地臺灣復國建國之本，訂1966年11月12日國父誕辰紀念日為中華文化復興節。當年辦理目的，為紀念國父誕辰並發揚中華文化，期望青年透過藝術創作，表達愛國情操與對國父的崇敬。隨1972年國父紀念館落成，於1973年10月15日開始辦理。
2016年國立國父紀念館為感念國父孫中山先生於青年時期立定志向，規劃設置「中山青年藝術獎」，鼓勵青年創作以呼應及傳承中山精神。

## 獎項分類
自中山青年藝術獎開始，徵件類別分為水墨、書法、油畫等 3 類。其中，水墨類包含膠彩繪畫作品；油畫類包含壓克力顏料繪畫作品。

## 獎勵
除公開頒發得獎者獎座或獎狀以及獎金外，於國立國父紀念館舉辦展覽，並與縣市政府文化局合辦巡迴展。
另得獎次年度起算3年內，可獲得於國立國父紀念館每年受理展覽檔期申請期間提出申請，並免費展出1次，場地、展期則由館方安排。

## 中山青年藝術獎歷屆得主
| 類別   | 中山獎 | 優選獎         |
| ------ | ------ | -------------- |
| 水墨類 | 林承翰 | 李曜辰、馬育文 |
| 書法類 | 林俊臣 | 林家男、吳弘鈞 |
| 油畫類 | 羅嘉惠 | 張絜迪、余昇叡 |

| 類別   | 中山獎 | 優選獎         |
| ------ | ------ | -------------- |
| 水墨類 | 陳薇文 | 劉威成、蔡譯德 |
| 書法類 | 鄧君浩 | 於同生、吳啟林 |
| 油畫類 | 陳宏群 | 林正哲、黃旭志 |

| 類別   | 中山獎 | 優選獎         |
| ------ | ------ | -------------- |
| 水墨類 | 邱奕寧 | 黃靖淳、吳弘鈞 |
| 書法類 | 於同生 | 施承佑、柯良志 |
| 油畫類 | 林瑩真 | 林穎聰、賴易聰 |

| 類別   | 中山獎 | 第二名 | 第三名 |
| ------ | ------ | ------ | ------ |
| 水墨類 | 吳弘鈞 | 林郁珮 | 黃世昌 |
| 書法類 | 吳啟林 | 方立權 | 陳昭坤 |
| 油畫類 | 蔡函庭 | 鍾瑋宸 | 胡銜文 |

| 類別   | 中山獎 | 第二名 | 第三名 |
| ------ | ------ | ------ | ------ |
| 水墨類 | 陳仕航 | 李駿偉 | 陳瑞鴻 |
| 書法類 | 陳昭坤 | 劉彥醇 | 邵楓閔 |
| 油畫類 | 楊宥勝 | 盧岳謙 | 范祐晟 |

| 類別   | 中山獎 | 第二名 | 第三名 |
| ------ | ------ | ------ | ------ |
| 水墨類 | 吳上瑋 | 詹榮輝 | 廖于甄 |
| 書法類 | 吳弘鈞 | 劉彥醇 | 邵楓閔 |
| 油畫類 | 胡銜文 | 陳光融 | 林穎聰 |

| 類別   | 中山獎 | 第二名 | 第三名 |
| ------ | ------ | ------ | ------ |
| 水墨類 | 宋晉瑋 | 姚潔   | 林酉融 |
| 書法類 | 邵楓閔 | 蘇梓靖 | 劉彥醇 |
| 油畫類 | 高慶元 | 陳品年 | 胡銜文 |